# Maison du livre
Pour les articles homonymes, voir Maison du livre (homonymie).
La Maison du livre (en finnois : Kirjatalo) est une maison historique du quartier de Kluuvi à Helsinki en Finlande.

## Histoire
L'immeuble conçu par Alvar Aalto  est construit en 1969.
Il abrite entre autres la librairie académique (en finnois : Akateeminen Kirjakauppa).